# László Nagy (scout)
László Nagy (pronuncia ˌla:slo:ˈnɒɟ; Budapest, 2 settembre 1921 – Ginevra, 18 dicembre 2009) è stato un educatore e scrittore ungherese naturalizzato svizzero, noto soprattutto per essere stato il Segretario Generale dell'Organizzazione Mondiale del Movimento Scout (WOSM/OMMS) dal 1º maggio 1968 al 31 ottobre 1988.

## Biografia
Laureato in Scienze Politiche, il dott. Nagy è un sociologo ed uno storico, oltre che giornalista e autore di svariati testi sulla politica.
Tra il 1966 ed il 1968 Nagy lavorò ad uno studio critico del movimento Scout nel mondo, finanziato dalla Fondazione Ford. Nel 1968 il WOSM lo invitò a mettere in pratica le sue raccomandazioni, e lo nominò alla sua posizione nel Bureau con un mandato triennale che finì per durare vent'anni.

## Onorificenze
A Nagy è stato conferito il Lupo di bronzo, l'unica onorificenza del WOSM, assegnatogli dal Comitato Mondiale Scout per eccezionali servizi allo scautismo di tutto il mondo, nel 1977: